# カレルヴォ・トゥーッカネン
カレルヴォ・トゥーッカネン（Kalervo Tuukkanen, 1909年10月14日 - 1979年7月12日）はフィンランドの作曲家。

## 経歴
1909年、ミッケリで生まれた。ヘルシンキ大学でレーヴィ・マデトヤに師事した。
1935年から1938年まで、ヴィープリの大学で音楽史と音楽理論の講師を務めた。1942年から1944年までポリでカペルマイスターを務めた後、ヘルシンキで指揮と教育にあたった。
1948年、ロンドンオリンピック芸術競技で合唱と管弦楽のための『熊狩り』が銀メダルを獲得。
1979年、ヘルシンキで死去した。

## 作曲作品とその特徴
作品には6つの交響曲、交響詩、管弦楽組曲、2つのヴァイオリン協奏曲、チェロ協奏曲、カンタータ、付随音楽、映画音楽、ラジオ音楽などがある。